# テュルク諸国機構
テュルク諸国機構（テュルクしょこくきこう、英語: Organization of Turkic States、アゼルバイジャン語: Türk Dövlətləri Təşkilatı、カザフ語: Түркі Мемлекеттерінің Ұйымы、キルギス語: Түрк мамлекеттер уюму、トルコ語: Türk Devletleri Teşkilatı、略称:OTS）は、テュルク諸語を公用語とする国家により構成される国際組織である。
2021年11月12日の第8回首脳会議でテュルク評議会（テュルクひょうぎかい、英語: Turkic Council、トルコ語: Türk Konseyi、正式名称: テュルク語諸国協力評議会、英語: Cooperation Council of Turkic-Speaking States、略称:CCTS、トルコ語: Türk Dili Konuşan Ülkeler İşbirliği Konseyi）からの改組を決定した。

## 歴史
1992年以降、テュルク語諸国家サミットがテュルク語諸国家の間で開催されていた。
2009年10月3日、このサミットに参加していた国の内4つがナヒチェヴァンで設立協定に合意した。
2019年5月24日、テュルク評議会の提唱者であるカザフスタンの元大統領ヌルスルタン・ナザルバエフを加盟国の満場一致で名誉総裁に選出した。
2021年11月12日の第8回首脳会議ではトルクメニスタンがオブザーバーとして参加すると共に、テュルク諸国機構への改組を決定した。

## メンバー

### 現在
| 国               | 加入年           | 人口（2021年） | 面積（km2） | GDP（名目、2022年） | 一人当たりGDP（名目、2022年） |
| ---------------- | ---------------- | -------------- | ----------- | ------------------- | ----------------------------- |
| アゼルバイジャン | 創設国           | 10,312,992     | 86,600      | 73.369 十億ドル     | 7,164 ドル                    |
| カザフスタン     | 創設国           | 19,196,465     | 2,724,900   | 193.611 十億ドル    | 10,003 ドル                   |
| キルギス         | 創設国           | 6,527,743      | 199,900     | 9.017 十億ドル      | 1,327 ドル                    |
| トルコ           | 創設国           | 84,775,404     | 783,562     | 853.487 十億ドル    | 9,961 ドル                    |
| ウズベキスタン   | 2019             | 34,081,449     | 447,400     | 73.060 十億ドル     | 2,071 ドル                    |
| テュルク諸国機構 | テュルク諸国機構 | 154,894,053    | 4,242,362   | 1,202.543 十億ドル  | 6,723 ドル                    |

### オブザーバー
| 国               | 加入年 | 人口（2021年） | 面積（km2） | GDP（名目、2022年） | 一人当たりGDP（名目、2022年） |
| ---------------- | ------ | -------------- | ----------- | ------------------- | ----------------------------- |
| ハンガリー       | 2018   | 9,709,786      | 93,030      | 197.813 十億ドル    | 20,335 ドル                   |
| トルクメニスタン | 2021   | 6,341,855      | 491,210     | 76.591 十億ドル     | 12,273 ドル                   |
| 北キプロス       | 2022   | 382,836        | 3,355       | 4.234 十億ドル      | 14,942 ドル                   |

### 将来的にオブザーバーになる可能性がある国
| 国         | 人口（2021年） | 面積（km2） | GDP（名目）  | 一人当たりGDP （名目）（2021年） |
| ---------- | -------------- | ----------- | ------------ | -------------------------------- |
| ウクライナ | 44,246,156     | 603,628     | 161ドル 十億 | 3,659ドル                        |

- アフガニスタン - 2021年5月にオブザーバーとして参加の意向を示すも、同年8月にターリバーンによって政府が瓦解した[14]。

## 組織
テュルク評議会は3つの本部を持つ。事務総局はトルコのイスタンブールに、テュルク語アカデミーは1992年に設立され、カザフスタンのアスタナにある (以前はアルマトイにあったが、1997年の遷都に伴いアカデミーも新首都へと移転した) テュルク語国家議会はアゼルバイジャンのバクーに1998年に設立された。事務総局以外の二つの組織はテュルク評議会に組み入れられている。
テュルク評議会は以下の組織により構成されている。
- 事務総局 (イスタンブール)
  - 大統領評議会 (イスタンブール)
  - 外務大臣評議会 (イスタンブール)
  - 事務次官委員会 (イスタンブール)
  - 賢者委員会 (イスタンブール)
  - 議会（英語版） (TURKPA; バクー)
  - テュルク語評議会アカデミー (アスタナ)
  - テュルク文化国際機関 (TÜRKSOY; アンカラ)

参加国の大統領は2年に1度、定められたテュルク語国家内の場所において首脳会合を行う。官僚や宗教学者による会合は定期的に行われる。